# Рыжков, Василий Трофимович
Василий Трофимович Рыжков (1930—2017) — советский партийный и хозяйственный деятель, ветеран труда, председатель Донецкого городского совета ветеранов. 

## Биография
Родился 1 января 1930 года в селе Абрамовка Воронежской области.
В Великую Отечественную войну учёбу в школе совмещал с работой на колхозном поле. После окончания школы учился в ФЗУ. Затем работал электриком на Ольховском сахарном заводе. С 1950 по 1953 годы служил в рядах Советской армии. В 1953 году Рыжков был зачислен слушателем Ростовской Высшей партийной школы. В 1955 году был избран первым секретарем городского комитета ВЛКСМ Донецка, в 1961 году — освобожденным секретарем парткома шахты «Юго-западная» № 3, в 1962 году — секретарем горкома КПСС. С 1972 года Василий Рыжков — заместитель председателя исполни тельного комитета Донецкого городского Совета народных депутатов, с 1974 года — заместитель директора Донецкого экскаваторного завода и председатель Донецкого городского совета ветеранов.
При его участии принимались решения об открытии в Донецке городского историко-краеведческого музея (первым директором которого он был), реконструкции мемориала участникам Великой Отечественной войны в городском парке, памятника шахтёрам, издания «Книги памяти» к 70-летию Победы, установки мемориальных досок на домах героев войны и труда. Самому Рыжкову памятная доска была установлена 24 августа 2017 года на фасаде городского историко-краеведческого музея. Принято решение присвоить музею его имя.
Умер 12 января 2017 года в городе Донецке Ростовской области. Был похоронен на кладбище донецкого посёлка Верхняя Ореховка.

## Награды
- Был награждён медалями «В ознаменование 100-летия со дня рождения Владимира Ильича Ленина» (1970) и «За трудовое отличие» (1971), знаком «Шахтерская слава» 3-й степени (1989), медалью «За доблестный труд в Великой Отечественной войне» (1994).
- Почётный гражданин города Донецка с 2002 года.